# Hayesville (Oregon)
Hayesville ist ein Census-designated place in Oregon innerhalb des Marion County. Die Siedlung ist Teil der Metropolregion Salem. Das U.S. Census Bureau hat bei der Volkszählung 2020 eine Einwohnerzahl von 21.891 ermittelt. 

## Demografie
Nach der Volkszählung von 2010 leben in Hayesville 19.936 Menschen. Die Bevölkerung teilte sich 2017 auf in 42,5 % Weiße, 2,1 % Afroamerikaner, 1,0 % amerikanische Ureinwohner, 4,3 % Asiaten, 1,1 % Ozeanier und 4,6 % mit zwei oder mehr Ethnizitäten. Hispanics oder Latinos machten 44,9 % der Bevölkerung aus. Das mittlere Haushaltseinkommen lag bei 48.483 US-Dollar und die Armutsquote bei 19,6 %.

## Bildung
In Hayesville befindet sich der Hauptcampus des Chemeketa Community College.